# Outlook.com
Outlook.com, anteriorment conegut com a Windows Live Hotmail, MSN Hotmail i popularment com a Hotmail, és un servei gratuït de correu electrònic basat en web operat per Windows Live de Microsoft.
Aquest servei de correu va ser fundat per Sabeer Bhatia i Jack Smith el juliol de 1996 com a HoTMaiL, sent un dels primers serveis de correu electrònic basat en la web. El seu nom i les majúscules es referien a l'HTML, el llenguatge de programació utilitzat per la World Wide Web.
Va ser un dels primers proveïdors de correu electrònic gratuït, finançat per capital de risc per l'empresa Draper Fisher Jurvetson. Posteriorment va ser adquirida per Microsoft el 1997 per uns 400 milions de dòlars, i poc després va ser rebatejat com a "MSN Hotmail", en una de les primeres grans adquisicions del nou món d'Internet. "Windows Live Hotmail" va ser anunciada oficialment el 2005 i publicada a tot el món el 2007.

## Desaparició de Hotmail i aparició d'Outlook.com
Davant el fort creixement de Gmail, l'1 d'agost de 2012, Microsoft va anunciar la futura desaparició de Hotmail, i la creació d'un nou Outlook, també de Microsoft, més integrat amb les noves tecnologies. La migració cap a Outlook va començar el febrer de 2013 i va durar fins a l'estiu del mateix any.
Aquesta nova plataforma, a més de permetre gestionar tot el correu electrònic des del web d'una forma més eficient, inclou possibilitats de connexió a Facebook o Twitter.
Destaca el tractament que fa dels arxius adjunts. Inclou QuickView, la versió gratuïta per veure i modificar documents d'Excel, Word, PowerPoint, i fins i tot vídeo de YouTube. També permet la integració amb Skype.